# Lardizabala funaria

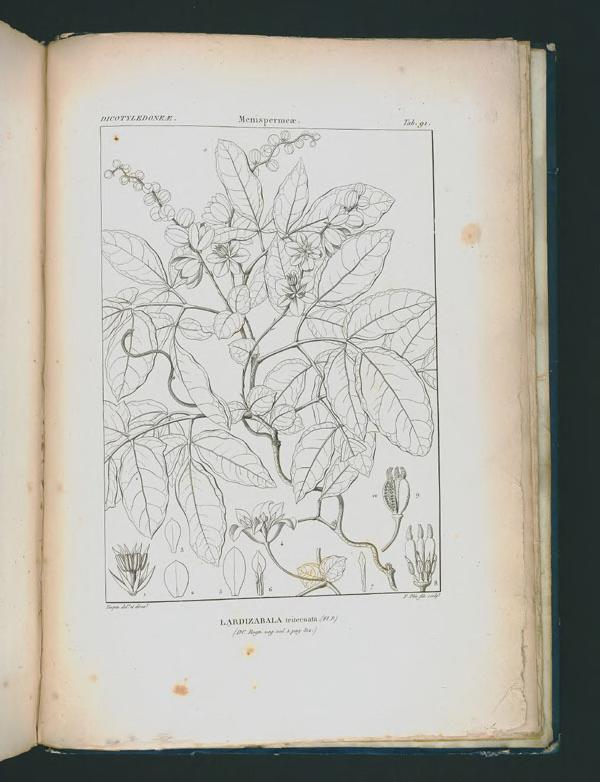
Illustration

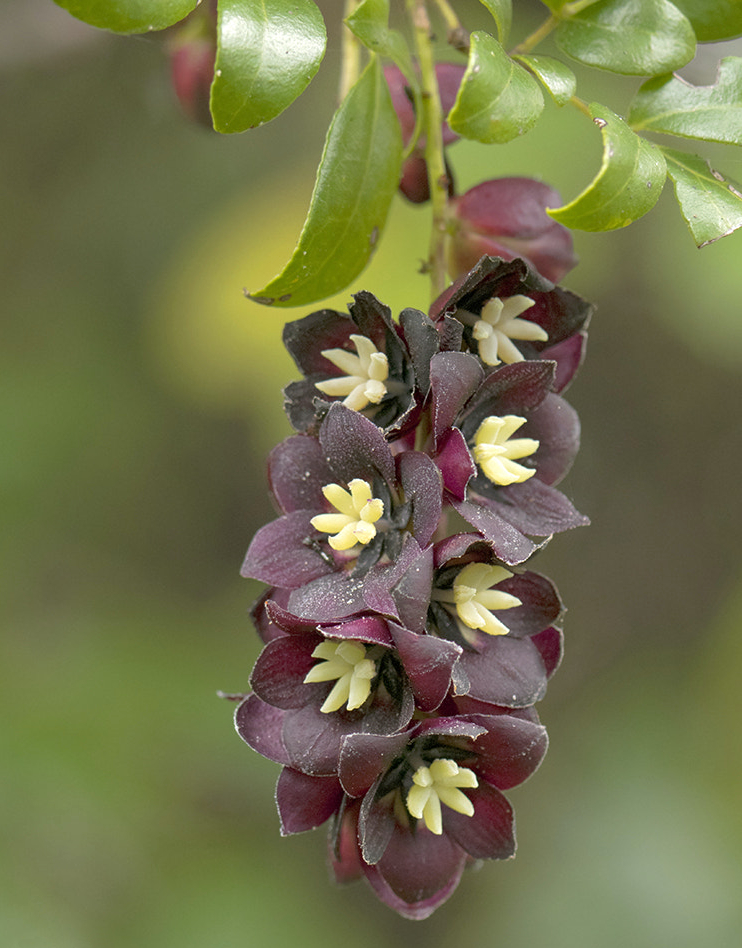
Männliche Blüten

Lardizabala funaria ist eine Pflanzenart in der Familie der Fingerfruchtgewächse aus Chile. Es ist die einzige Art der Gattung Lardizabala. In Chile ist sie bekannt als Cóguil, Voqui oder Coguilera und international als Zabala. Der Gattungsname ehrt den baskisch-neuspanischen Politiker Miguel de Lardizábal (1744–1824).

## Beschreibung

### Vegetative Merkmale
Lardizabala funaria wächst als immergrüne Liane oder kletternder Strauch. Die kahle Pflanze windet sich mehrere Meter an anderen Pflanzen empor. Die Pflanzen besitzen auch einfache Ranken und die älteren Stämmen können recht dick werden.
Die wechselständigen und gestielten Laubblätter sind meist doppelt, selten dreifach oder einfach, dreizählig. Die ledrigen, festen und glänzenden, mehr oder weniger gestielten, eiförmigen Blättchen sind kahl. Sie sind bis 5–10 Zentimeter lang und meist ganzrandig, aber es können einzelne, entfernte, mehr oder weniger große, (stachel)spitzige Zähne vorkommen. An der Spitze sind die Blättchen meist spitz bis bespitzt sowie öfters stachelspitzig und an der Basis abgerundet bis spitz oder leicht herzförmig. Die Spreite ist manchmal ungleich. Es sind abfallende, größere Nebenblätter vorhanden (auch als Tragblätter der Blütenstände bzw. Blüten gedeutet).

### Generative Merkmale
Lardizabala funaria ist zweihäusig diözisch. Es werden bei den männlichen Pflanzen achselständige, kürzere und hängende Trauben gebildet, die weiblichen Blüten erscheinen einzeln. Die funktionell eingeschlechtlichen und dreizähligen Blüten mit doppelter Blütenhülle sind dunkel-violett bis an der Basis gelblich. Es sind 6 dachige, feinhaarige, leicht fleischige und petaloide, ausladende Kelchblätter und 6 viel kleinere, schmale, dunkle, spitze Kronblätter jeweils in zwei Kreisen vorhanden. Bei den kurz gestielten, kleineren männlichen Blüten sind 6 kurze, in einer schmalen Röhre verwachsene Staubblätter und wenige reduzierte Pistillode vorhanden oder sie fehlen ganz. Die gelben, klauenförmig spreizend angeordneten Antheren besitzen an der Spitze kleine, spitze Anhängsel. Bei den länger gestielten, einiges größeren weiblichen Blüten sind 3 freie, oberständige Stempel mit sitzenden, länglichen Narben und 6 kleine Staminodien ausgebildet.
Es werden kleine, vielsamige und fleischige, etwa 5–8 Zentimeter lange, gelbe mehr oder weniger bräunlich oder rötlich bis violett gefleckte, gesprenkelte, glatte, längliche, kartoffelähnliche Früchte, Beeren mit fester Schale gebildet. Sie erscheinen meist einzeln oder bis zu dritt in einer Sammelbeere. Die vielen glatten, schwärzlichen, kleinen, bis etwa 8 Millimeter großen und unregelmäßig geformten Samen liegen reihig in einem weißlichen, gelatinösen Fruchtfleisch. Die jungen Früchte sind grün und höckrig.
Die Chromosomenzahl beträgt 2n = 28.

## Taxonomie
Die Gattung Lardizabala wurde 1794 in Fl. Peruv. Prodr.: 143 durch Hipólito Ruiz López und José Antonio Pavón aufgestellt. Nach Christenhusz 2012 wurde Lardizabala funaria 1782 von Juan Ignacio Molina als Dolichos funarius in Saggio sulla storia naturale del Chili, vol. 1, S. 156 erstbeschrieben. Die Art wurde von Gualterio Looser Schallemberg 1934 in Revista Asoc. Chilena Quim. Farm. 2, no. 15 als Lardizabala funaria (Molina) Looser in die Gattung Lardizabala gestellt. Synonyme sind: Lardizabala ternata Molina, Lardizabala biternata Ruiz & Pav. und Lardizabala triternata Ruiz & Pav.

## Verwendung
Die süßen Früchte sind essbar, sie werden roh oder gekocht verwendet und in Chile geschätzt.
Aus den faserigen Stämmen werden Seile hergestellt.